# Jesse Fujarczyk
Jesse Fujarczyk (Boulder, 28 de janeiro de 1983) é um lutador de MMA americano.

## Cartel no MMA
| Resultado | Cartel | Oponente        | Método                        | Evento                           | Data                  | Assalto | Tempo | Local                       | Notas |
| --------- | ------ | --------------- | ----------------------------- | -------------------------------- | --------------------- | ------- | ----- | --------------------------- | ----- |
| Derrota   | 3-2    | Cain Velasquez  | TKO (Socos)                   | Strikeforce: Tank vs. Buentello  | 7 de outubro de 2006  | 1       | 1:58  | Fresno, Califórnia, EUA     |       |
| Vitória   | 3-1    | Scott Swanson   | Finalização (Estrangulamento) | VFC 13 - Redemption              | 13 de maio de 2006    | 1       | N/A   | North Platte, Nebraska, EUA |       |
| Derrota   | 2-1    | Daniel Puder    | Finalização (Mata-leão)       | Strikeforce: Shamrock vs. Gracie | 10 de março de 2006   | 1       | 1:54  | San Jose, Califórnia, EUA   |       |
| Vitória   | 2-0    | Mike Chickering | TKO                           | WFC - Rumble in the Rockies      | 21 de janeiro de 2006 | 2       | N/A   | Loveland, Colorado EUA      |       |
| Vitória   | 1-0    | Paul O'Keefe    | Finalização (Estrangulamento) | WFC - Fight Club                 | 5 de novembro de 2005 | 1       | N/A   | Loveland, Colorado EUA      |       |